# Ringhätting
Ringhätting (Conocybe arrhenii) är en svampart som först beskrevs av Elias Fries, och fick sitt nu gällande namn av Kits van Wav. 1970. Conocybe arrhenii ingår i släktet Conocybe och familjen Bolbitiaceae.   Inga underarter finns listade i Catalogue of Life.
I den svenska databasen Dyntaxa används istället namnet Pholiotina arrhenii för samma taxon.  Arten är reproducerande i Sverige.

## Bildgalleri

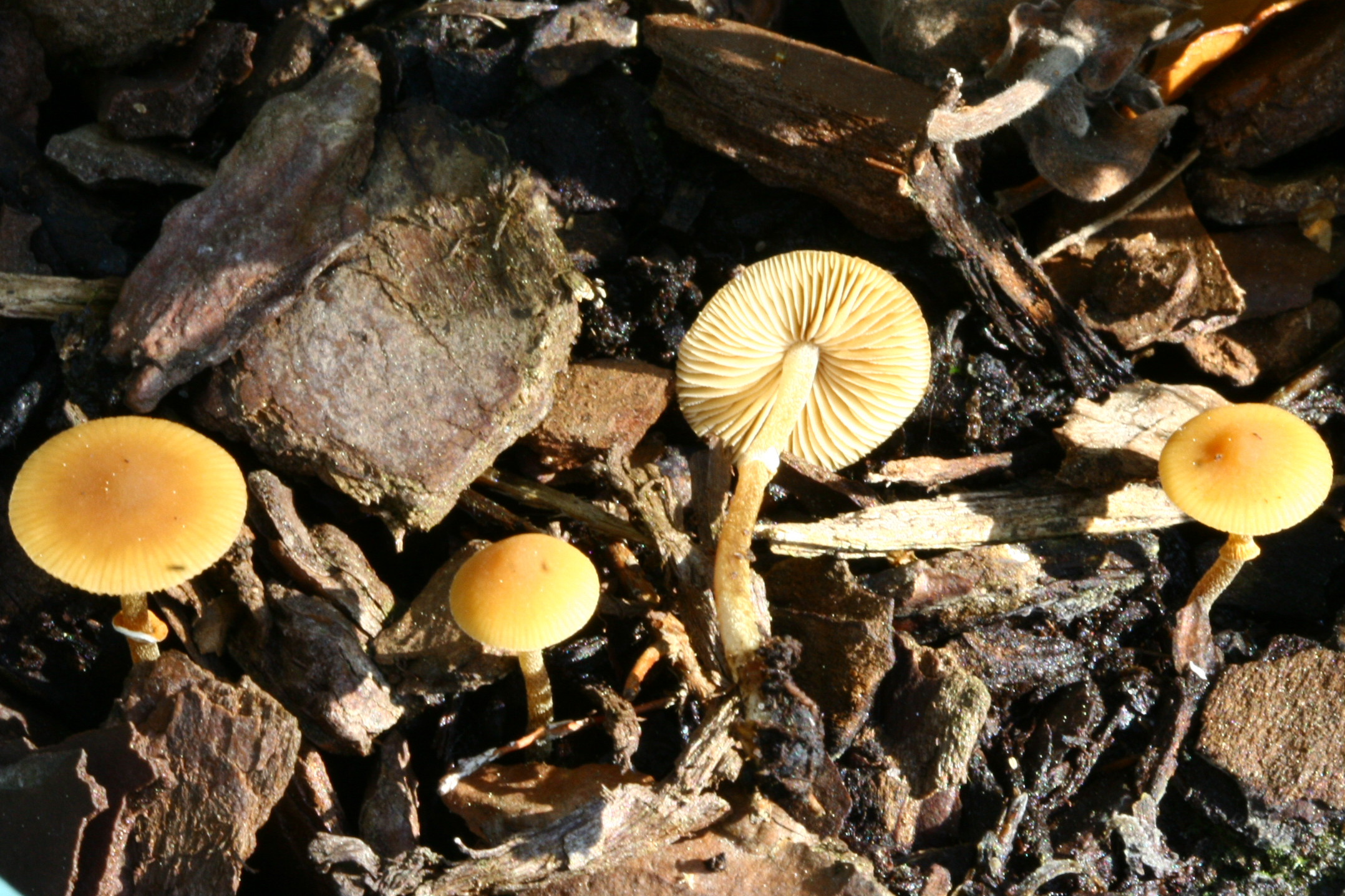